# Tanque de crucero

El tanque de crucero (también llamado tanque de caballería o tanque rápido) fue un concepto del periodo de entre guerra de los tanques británicos. El concepto era hacer una fuerza de muchos tanques diseñados para ver acción durante la Segunda Guerra Mundial. En el uso del ejército británico, el crucero formaba parte de la doctrina emparejada al tanque de infantería un diseño mucho más lento, pero mejor blindado destinado a trabajar en conjunto con la infantería en la perforación de agujeros a través de las líneas enemigas para los cruceros para realizar exploración.

## Antecedente
Tomando el nombre del mismo tipo de buque, el tanque crucero fue un intento que fuera más rápido y móvil, con la posibilidad de trabajar de forma independiente. En este caso independiente no de trabajar con otros tanques crucero sino de moverse independientemente de la infantería que tiene un movimiento lento, tanques más pesados o de la artillería.
Una vez golpeada la línea enemiga por los tanque de infantería, los cruceros podrían hacer una penetración por la retaguardia, atacando las líneas de suministro y comunicación acorde con las teorías de J. C. Fuller, P. C. S. Hobart y B. H. Liddell-Hart. El tanque crucero estaba diseñado para utilizar un sistema muy parecido a la caballería de épocas anteriores, en factor de su velocidad y factores críticos, para lograr esto los diseños tempranos de los cruceros eran ligeros de blindaje como de armamento.
Este énfasis en la velocidad generó un desequilibrio en los diseños británicos, ya que con motores de poder limitado la velocidad solo era posible sacrificando el blindaje de protección. Para el momento el concepto era “la velocidad es blindaje”, se consideraba como un elemento primordial en el concepto del cuerpo de tanque británicos (sin sorprender considerando el nacimiento del comité de naves terrestres de la Royal Navy, que deseaba aplicar el concepto a la malogrado HMS Hood.
En ese momento no se entendió que el principio de la movilidad por encima de todo, generaba una mezcla pobre, en comparación a las políticas de intercambio de los alemanes que cambiaban velocidad por mejor blindaje y armamento, haciendo que una simple ronda de un tanque medio alemán podía destruir fácilmente a un crucero. 
Uno de los grandes problemas de la mayoría de los tanques tipo crucero era su reducido calibre de armamento principal. El primer tanque crucero estaba armado con el cañón QF Two-pounder de 40 mm. Esta arma era adecuada para perforar el blindaje de los primeros tanques de guerra, pero nunca utilizó munición de tipo alto explosivo (HE). Esto volvió a los tanque crucero menos hábiles para lidiar con las armas antitanque, pero sí estaba previsto que los cruceros lucharan contra otros tanques.
La primera actualización al tanque crucero fue el cañón pesado 6 pounder de (57 mm) cuando estuvo disponible, fue un gran esfuerzo el que se estaba poniendo para desarrollar un tanque crucero con el poderoso 17 pounder QF  de (76 mm) cuando esta arma estuvo disponible. El Cromwell tenía un anillo de torreta muy pequeño para tan poderosa arma y cargando con el cañón de propósitos generales de 75 mm, pero beneficiado con un motor que le daba un máximo de 40 mph en carretera.
Siguiendo la línea de diseño de los tanques de crucero, el tanque A34 comet contaba con una versión reducida del 17 pounder pero entró en servicio muy tarde en la guerra. En ese momento Gran Bretaña contaba con una considerable cantidad de tanques americanos el M4 Sherman, con la conversión de cañones al 17 pounder (como el Sherman Firefly) (luciérnaga), mostró su eficacia de los tanques con el 17 pdr como arma principal.
Irónicamente, el citado énfasis en la alta movilidad mostró que la mayoría de los tanques crucero estaban plagados de problemas mecánicos, uno de los más célebres era el tanque Crusader, con el calor y las asperezas del desierto en las campañas del norte de África
Los problemas eran causados principalmente por el desarrollo insuficiente de los primeros tanques cruceros, que fueron creados bajo la orden de sacarlo desde las mesas de dibujo y la necesidad de tenerlos lo más pronto posible, y dichos problemas no fueron solucionados hasta el surgimiento del tanque Cromwell en 1944 con el poderoso y fiable motor Rolls-Royce Meteor.

## Historia

### Periodo de entreguerras
En 1936 el War Office británico diseñó dos tipos de tanques para el futuro desarrollo: un tanque de blindaje pesado como tanque de infantería que sería utilizado de forma cercana con la infantería durante los ataques y el otro, de gran movilidad, el tanque crucero (reemplazando a la vieja clase media de tanques) diseñado para tener una gran movilidad atreves del territorio enemigo.
En 1934 Sir John Carden de Vickers-Armstrong produjo un nuevo tanque mediano. El A9 usando elementos del tanque Medium Mk III (que fue abandonado por razones financieras), pero liviano y utilizando un motor comercial que podía ser producido a bajos costos. Esto fue subsiguientemente aceptado como un diseño provisional de producción limitada como el Cruiser Tank Mark I. Esto también sería reemplazado por diseño con suspensión tipo Christie.
En 1937 – 1938, unos 125 ejemplares del A9 fueron producidos. El A9 era liviano pero capaz de llegar a las 25 mph y cargar un cañón QF 2pdr (40 mm) el arma era efectiva contra los tanques del momento.
Al mismo tiempo que el A9 estaba, el A10, que era diseñado por Carden para uso como tanque de infantería. Construido básicamente sobre el mismo diseño pero incrementado el blindaje dando 30 mm de protección. Pero eso lo hacía insuficiente para realizar el rol. Bajo la designación de crucero pesado (heavy Cruiser). Aun así fue puesto en producción en julio de 1938 como otro diseño intermedio. Con el mismo armamento que poseía el A9, primero fue armado con ametralladora Besa Besa Machine gun un total de 175 Mk II fueron producidos hasta septiembre de 1940. 
La experiencia de combate del A9 durante la Batalla de Francia en 1940 reveló varias deficiencias, que incluían el blindaje inadecuado y la falta de espacio para la tripulación, no obstante vio acción en el Desierto occidental en 1941. El A10 vio acción en Francia, Norte de África y Grecia.
Órdenes para los Mk I y Mk II Cruisers fueron restringidas, en ese momento el Ejército Británico había decidido producir el más avanzado y rápido de los tanques cruceros, que incorporaba la suspensión Christie, diseñada por el inventor estadounidense J. Walter Christie y poseía mejor blindaje.
En 1936 el General Martel un pionero en el diseño de tanques, habría publicado su trabajo sobre guerra blindada y pionero en la “tanqueta” vehículo de bajo blindaje, para mejorar la movilidad de la infantería, se convirtió en el director asistente de mecanización del War Office. Más tarde ese mismo año Martel fue testigo de los tanques soviéticos durante las maniobras de otoño del ejército rojo, maniobras que incluyeron a los tanques BT, que habían sido desarrollados desde los trabajos de Christie. Martel insistió en la adopción de un tanque que utilizara ese sistema y siguiendo las prácticas de Christie utilizando un motor ligero de aviación como el Liberty o el Napier Lion. El gobierno autorizó la compra y la licencia de los diseños de Christie vía la organización Nuffield
El tanque recibió la identidad A13E1 – era muy rudimentario y muy pequeño para el uso británico, pero la suspensión era muy eficiente y estaba basado en el Cruiser Mk III (A13), siguiendo las pruebas de dos prototipos de Nuffield (A13E2 y  A13E3), el A13 fue ordenado a producción con un total de 65 unidades producidas a mediados de 1939. El Mk III pesaba 31.400 libras (14,2 T), con una tripulación de 4 y un motor que generaba 340 Hp con una velocidad máxima de 30 mph (48km/h), estaba armado con un cañón de 40 mm (2 pounder) y una ametralladora. Pero cuando entró en servicio en 1937 el ejército aun carecía de una división de tanques formal. Los elementos del sistema sin carriles de la suspensión tipo Christie fueron eliminados por su escaso valor práctico y alto grado de complejidad. 
El Cruiser Mk IV (A13 Mk II) estaba blindado de forma más pesada que la versión Mk III. Su producción comenzó en 1938.

### Segunda Guerra Mundial
Durante el comienzo de la Segunda Guerra Mundial, el Crusader probablemente más conocido como Cruiser, fue utilizado a mediados de 1941, y se utilizaría en grandes cantidades a partir de la Campaña del Desierto Occidental, el contemporáneo Covenanter por ser poco confiable fue retenido en la isla británica para uso de entrenamiento.
El Cavalier, el Centaur y el Cromwell salieron como sucesores del Covenanter y el Crusader, intentando su producción en 1942, el proyecto sufrió retrasos y el Crusader tuvo una actualización como medida intermedia con el Mk III 6 pounder. El Cavalier fue desarrollado desde el Crusader. Los Centaur y Cromwell eran alternativas diseñadas utilizando el mismo motor que el Cavalier, los nuevos motores Rolls Royce Meteor.
El Centaur y el Cromwell vieron acción durante la invasión de Normandía. El Comet fue desarrollado usando un Cromwell y modificándolo para cargar una versión modificada del cañón 17 Pounder, su producción comenzó en 1945, en este punto de la guerra. El poder de fuego y la armadura de protección de los Cruceros (Cruisers) los hacía indistinguibles de los tanque medianos.
En el curso de la guerra, los avances tecnológicos permitieron que los tanques pesados se aproximaran a la velocidad de los cruceros y el concepto quedó obsoleto. El último de este linaje es el Centurion. 
El Centurion fue diseñado satisfactoriamente como un “crucero pesado”,  (Heavy Cruiser) con un criterio de combinación de movilidad de un tanque crucero y el blindaje de un tanque de infantería en un solo chasis. Esta idea  -con el Centurion como prueba- evolucionó en el concepto del tanque universal, diseñado para hacerlo todo, finalmente el Centurion trascendió como el tanque que dio origen al tanque medio de batalla británico.

## Tanques de crucero en otros países
El concepto de los tanques tipo crucero fue utilizado por la Unión Soviética en 1930, siendo ejemplificado como el Tanque BT (en ruso: bystrokhodniy tank, tanque rápido).
También hubo un intento por parte de la Italia fascista para crear un tanque crucero inspirado en el Crusader, el Carro Armato Celere Sahariano. Sólo un prototipo fue completado para el final de la Segunda Guerra Mundial.